# Leucemia congenita
Le leucemie congenite sono un gruppo di malattie estremamente rare con circa 370 casi descritti nella letteratura medica. Colpiscono solo i neonati e sono presenti sin dalla nascita.

## Sintomatologia
I sintomi della LAC sono uguali a quelli delle altre leucemie, tuttavia l'esordio di questa malattia tende ad essere estremamente violento.

## Eziologia
Le cause delle leucemie congenite sono in parte sconosciute, tuttavia vi è un evidente coinvolgimento genetico, infatti la maggior parte dei neonati affetti da tale tumore presenta una mutazione genetica generalmente AML-TEL1 nel caso di una forma linfoblastica oppure la trisomia 21 nel caso della forma mieloide.

## Classificazione delle LAC
Le LAC sono esclusivamente leucemie acute e si dividono il leucemie linfoblastiche acute congenite e leucemie mieloidi acute congenite.

### Leucemia mieloide acuta congenita
La LMA congenita è la forma più comune di leucemia congenita con 230 casi descritti nella letteratura medica e con un'incidenza stimata ad 1 caso ogni 5 000 000 di nati vivi. Il 45% dei casi presenta la leucemia megacarioblastica acuta. Parte dei neonati affetti da LMA congenita soffre anche di Sindrome di Down.

#### Terapie
La terapia si basa sulla chemioterapia ed il trapianto di midollo osseo, si utilizza il protocollo AIEOP per le LMA del bambino.

#### Prognosi
La prognosi per la LMA congenita è piuttosto cattiva con una sopravvivenza stimata al 40% a 5 anni.

### Leucemia linfoblastica acuta congenita
La LLA congenita è la forma più rara e meno curabile di leucemia congenita. Nella letteratura medica sono stati descritti 130 casi con un'incidenza di 1 caso ogni 8 000 000 di nati vivi. È più frequente la forma a cellule B.

#### Terapie
Il trattamento si basa su chemioterapia, trapianto di midollo osseo e terapia genica.  Si impiega il protocollo INTERINFANT-99.

#### Prognosi
La prognosi è estremamente sfavorevole con una sopravvivenza fino all'ultimo follow-up del 17%.

## Stato della ricerca
Data la rarità della malattia la leucemia congenita è una malattia orfana e nessun farmaco è stato brevettato per curare questo problema con una cura ad-hoc.

### Interfant-99
Il protocollo sperimentale Interfant-99 è impiegato nel trattamento della leucemia linfoide acuta congenita ed alcune forme della tipologia mieloide. Presenta un'elevata tossicità a livello metabolico ed una scarsa sopravvivenza a 5 (tuttavia superiore rispetto all'AIEOP-BFM2000 per la stessa forma). Il protocollo è stato impiegato su 40 pazienti affetti da LLA congenita.